# Johanna Vergouwen

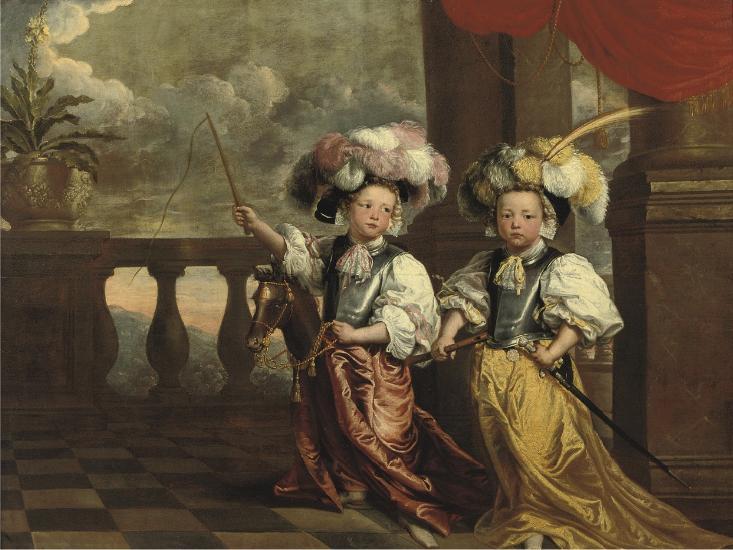
Quadre realitzat per Joanne Vergouwen al segle XVII.

Johanna Vergouwen (o Jeanne Vergouwen) (Anvers 1630, - ibidem, 11 de març de 1714) fou una pintora flamenca.
Era filla del pintor decorador Louis Vergouwen, mort el 1659, fill de Pierre Vergouwen mort el 1631, i de la seva dona Maaike Verwerff, filla del pintor Hans Verwerff; la seva germana Maria es va casar amb Michiel Immenreat.
Va ser alumna de Balthazar van den Bossche i Lucas van Uden.

## Obres
- Retrat de bessons sobre cavalls de fusta, oli sobre llenç, 1668[1]
- Còpia de 1673 d'un quadre de Van Dyck, Samsó i Dalila, conservat al Museu Nacional de San Carlos de Ciutat de Mèxic
- Retrat d'un escultor, venut a París el 14 de juny de 1954